# مسابقات جهانی ژیمناستیک هنری ۲۰۱۴
مسابقات جهانی ژیمناستیک هنری ۲۰۱۴ (انگلیسی: 2014 World Artistic Gymnastics Championships) چهل و پنجمین دوره مسابقات جهانی ژیمناستیک هنری است که در نان‌نینگ، چین از ۳ تا ۱۲ اکتبر ۲۰۱۴ میلادی برگزار شده است.

## جدول مدال‌ها
| رتبه  | کشور                | طلا | نقره | برنز | مجموع |
| 1     | ایالات متحده آمریکا | ۴   | ۲    | ۴    | ۱۰    |
| 2     | چین                 | ۳   | ۳    | ۱    | ۷     |
| 3     | کره شمالی           | ۲   | ۰    | ۰    | ۲     |
| 4     | ژاپن                | ۱   | ۳    | ۲    | ۶     |
| 5     | اوکراین             | ۱   | ۱    | ۰    | ۲     |
| 6     | روسیه               | ۱   | ۰    | ۵    | ۶     |
| 7     | مجارستان            | ۱   | ۰    | ۰    | ۱     |
| 7     | هلند                | ۱   | ۰    | ۰    | ۱     |
| 9     | رومانی              | ۰   | ۲    | ۰    | ۲     |
| 10    | برزیل               | ۰   | ۱    | ۱    | ۲     |
| 10    | کرواسی              | ۰   | ۱    | ۱    | ۲     |
| 12    | بریتانیای کبیر      | ۰   | ۱    | ۰    | ۱     |
| 13    | فرانسه              | ۰   | ۰    | ۱    | ۱     |
| مجموع | مجموع               | ۱۴  | ۱۴   | ۱۵   | ۴۳    |